# Deviški pastir
Deviški pastir (znanstveno ime Aeshna isoceles) je vrsta raznokrilih kačjih pastirjev iz družine dev, razširjena po večjem delu Evrope in nekaj okoliških regijah.

## Opis
Odrasli dosežejo 62 do 66 mm v dolžino, od tega zadek 47–54 mm, zadnji krili pa merita 39–45 mm. Po obarvanosti je nezamenljiv: odrasli imajo monotono rjavo obarvanost telesa s parom rumenih prog ob strani oprsja, črnimi črtami na zadku in značilno liso v obliki enakokrakega trikotnika na zgornji strani baze zadka. Zreli osebki imajo izstopajoče zelene sestavljene oči. Poleg tega je razločevalni znak še lisa jantarne barve pri bazi zadnjega para kril.
Odrasli letajo med majem in avgustom.

## Ekologija in razširjenost
Deviški pastir se razmnožuje v stoječih ali počasi tekočih vodah, ki imajo dobro razvit pas trstičja ob bregovih. Tam se lahko ličinke skrijejo pred plenilci.
Vrsta je razširjena po vseh južnih dveh tretjinah Evrope, do skrajnega juga Velike Britanije in Skandinavije na severnem robu območja razširjenosti. Izjema so visokogorja in območja brez primernih habitatov za ličinke, pa tudi v ostalih delih areala je pojavljanje neenakomerno. Proti vzhodu se gostota še zmanjša, a območje razširjenosti sega vse do Kirgizistana in Tadžikistana. V Afriki je vrsta omejena na regijo Rif na skrajnem severu.
V Sloveniji se pojavlja povsod, kjer najde sestoje rogoza ali trsta, le ob večjih sestojih v vodnih telesih z odprto vodno površino ga izrine veliki spremljevalec. Kot ranljiva vrsta je deviški pastir uvrščen na Rdeči seznam kačjih pastirjev iz Pravilnika o uvrstitvi ogroženih rastlinskih in živalskih vrst v rdeči seznam.